# John Ogonowski
John A. Ogonowski (24 de febrero de 1951 - Nueva York, 11 de septiembre de 2001) fue un piloto y activista agrícola estadounidense. Residente de Dracut (Massachusetts), Ogonowski era un destacado defensor de la agricultura en Massachusetts, en especial, era defensor de la concesión de ayudas a los agricultores inmigrantes de Camboya. Fue asesinado por terroristas mientras pilotaba el Vuelo 11 de American Airlines, que fue subsecuentemente secuestrado y estrellado deliberadamente contra la torre norte del World Trade Center, como parte de los Atentados del 11 de septiembre de 2001.

## Biografía
Ogonowski asistió al colegio de educación secundaria Lowell Catholic High School en Lowell (Massachusetts). Asistió a la Universidad de Massachusetts Lowell, donde fue miembro de la fraternidad Pi Lambda Phi. Se graduó en 1972, con un bachillerato de grado de ciencias en la especialidad de Ingeniería nuclear.
Ogonowski fue piloto en la Fuerza Aérea de los Estados Unidos durante la Guerra de Vietnam, asignado a la base de la fuerza aérea en Charleston (Carolina del Sur), también equipó los ferris de Asia y transportó los cadáveres de los soldados caídos en el Lockheed C-141 Starlifter. Se retiró del servicio militar con el rango de capitán.
Ogonowski comenzó a trabajar como piloto de aviones comerciales en 1979. Durante 22 años, pilotó aviones de American Airlines y fue miembro de la asociación de pilotos aliados. Durante el transcurso de su carrera como piloto de aviones conoció a Margaret, una auxiliar de vuelo, con la que posteriormente se casó.

### Atentados del 11 de septiembre de 2001
Ogonowski fue asesinado el 11 de septiembre de 2001, mientras se encontraba pilotando el Vuelo 11 de American Airlines. Después de su asesinato, el avión que pilotaba fue estrellado contra el World Trade Center. Se cree que fue apuñalado hasta morir por orden del secuestrador Mohamed Atta, para así tomar el control del avión y estrellarlo contra la torre norte del World Trade Center. Antes de morir, Ogonowski pudo activar el sistema de radio del avión para que los controladores aéreos pudieran escuchar las conversaciones de los terroristas en la cabina del avión. Su cuerpo nunca fue encontrado.

## Legado
A Ogonowski le sobreviven su esposa Margaret y sus hijas, Laura, Caroline y Mary Catherine. Su hermano menor, Jim Ogonowski, que también es activista agrícola, intentó presentarse sin éxito a la Cámara de Representantes de los Estados Unidos en 2007.
Un modelo de avión pilotado a control remoto que vuela sobre los cultivos cerca de Tewksbury (Massachusetts), fue dedicado al capitán Ogonowski. La Universidad de Massachusetts homenajeó a Ogonowski en 2003 dedicándole un doctorado honorario en una ceremonia en el Tsongas Center.
El programa agrícola granjero a granjero fue renombrado como el Programa John Ogonowski y Doug Bereuter en 2008.
En el National September 11 Memorial & Museum el nombre de Ogonowski se encuentra en el panel N-74 de la piscina norte, junto al nombre de Kathleen A. Nicosia, amiga y auxiliar de vuelo, que también murió a bordo del Vuelo 11 de American Airlines ese día.